# Старий Сьвентохув
Старий Сьвентохув (пол. Stary Świętochów) — село в Польщі, у гміні Коритниця Венґровського повіту Мазовецького воєводства.
Населення — 71 особа (2011).
У 1975-1998 роках село належало до Седлецького воєводства.

## Демографія
Демографічна структура станом на 31 березня 2011 року:
|          | Загалом | Допрацездатний вік | Працездатний вік | Постпрацездатний вік |
| -------- | ------- | ------------------ | ---------------- | -------------------- |
| Чоловіки | 35      | 13                 | 18               | 4                    |
| Жінки    | 36      | 9                  | 22               | 5                    |
| Разом    | 71      | 22                 | 40               | 9                    |